# Karaül
Karaül (en rus: Караул) és un poble del krai de Krasnoiarsk, a Rússia, que en el cens del 2010 tenia 801 habitants. Pertany al districte de Dudinka.